# Takahashi Rumiko Gekijō
Takahashi Rumiko Gekijō (高橋留美子劇場 lit. La antología de Rumiko Takahashi?), también conocido como El teatro de Rumiko, es una serie de one-shots de Rumiko Takahashi, que incluye la Saga de la Sirenas. Fue adaptado en una serie de televisión de 13 episodios.

## Media

### Manga
Takahashi Rumiko Gekijō consta de una serie de historias cortas de Rumiko Takahashi de los años 80 adaptadas a formato anime. La mayoría de ellas son semejantes a su trabajo en Maison Ikkoku, en la cual hay historias domésticas que únicamente giran en torno a sí mismas. La edición en inglés de los dos primeros volúmenes del manga están disponibles de la mano de Viz desde 1996.

### Dorama para televisión
En marzo de 2012, se anuncia en la revista Big Comic Spirit que El Teatro de Rumiko será adaptado a la imagen real. Este dorama se estrena en julio del mismo año a través del canal NHK-BS Premium.

## Lista de episodios
Las trece historias que componen la serie son:
1. La tragedia de P
2. El comerciante del amor
3. Jovencita de mediana edad
4. Escondido en la cerámica
5. La aberrante familia F
6. Todo el tiempo que llevas aquí
7. Cien años de amor
8. En vez de agradecer
9. La canción de amor del cuarto de estar
10. El hogar de la basura
11. Sueño de un día
12. Felicidad extra larga
13. El perro del ejecutivo